# Херцог, Лена
Лена Херцог  (также: Герцог; англ. Lena Herzog, урождённая Елена Писецкая; род. 1970) — американская документалистка и художественный фотограф русского происхождения.

## Биография
Родилась в Свердловске (ныне Екатеринбург) в 1970 году.
В 1987 году приехала в Ленинград для поступления на филологический факультет Ленинградского университета, где она изучала языки (английский и испанский) и литературу. Уже во время обучения, в 1990 году, эмигрировала в США; продолжила обучение в Mills College, по окончании которого стала специалистом в области истории и философии науки. Была научным консультантом в Стэнфордском университете.
В 1997 году увлеклась фотографией и начала изучать технику фотопечати у итальянского печатника  Ivan Dalla Tana в Милане, а затем — с французским печатником  Marc Valesella. В своем творчестве сочетает ранние фотографические процессы (в частности платиновую фотопечать) с современными технологиями. 
Фотографии Лены Херцог публиковались и обсуждались в различных изданиях, в частности, в The New Yorker, The New York Times, Los Angeles Times, The Paris Review, Harper’s Magazine, El País, El Mundo, The Believer, The British Journal of Photography, Cabinet и многих других. Ее работы экспонировались в музеях — Музей искусств округа Лос-Анджелес, Pasadena Museum of California Art, Yerba Buena Center for the Arts (Сан-Франциско) и International Center of Photography (Нью-Йорк).
Живет в Лос-Анджелесе с мужем — немецким кинорежиссером и сценаристом Вернером Херцогом (замужем с 1999 года). Сотрудничают в различных художественных проектах. Снялась в нескольких фильмах.